# Cyrkuł tarnopolski
Cyrkuł tarnopolski (niem. Tarnopoler Kreis) – jednostka administracyjna Cesarstwa Austrii w Królestwie Galicji i Lodomerii w latach 1783–1809, 1815–1850 i 1854–1865, na ziemiach polskich zagarniętych przez Austrię podczas I rozbioru w ramach reformy administracyjnej w Galicji.

## Pierwsza odsłona (1783–1809)
Cyrkuł tarnopolski powstał na mocy patentu z 25 listopada 1783, który był korektą wprowadzonej rok wcześniej reformy administracyjnej w Galicji, zwiększającej liczbę cyrkułów z sześciu do osiemnastu. Patent zaznaczał, że praktyka urzędowania i wygodniejsze położenie skłoniły rząd do zmian niektórych siedzib urzędów cyrkularnych, a co za tym idzie – granic cyrkułów. Cyrkuł tarnopolski utworzono z południowo-wschodniej części cyrkułu brodzkiego (z m.in. Tarnopolem, Ihrowicą, Zbarażem, Zarudziem i Medyniem), północnej części cyrkułu zaleszczyckiego (z m.in. Budzanowem, Suchostawem, Chorostkowem, Kopyczyńcami i Husiatynem), oraz wschodniej części cyrkułu złoczowskiego (z m.in. Trembowlą, Strusowem, Mikulińcami, Skałatem, Grzymałowem, Toustem i Tarnorudą), który z kolei przekształcono w cyrkuł brzeżański (siedzibę tego cyrkułu przeniesiono ze Złoczowa do Brzeżan, równocześnie przyłączając jego północne obszary z m.in. Złoczowem, Buskiem i Glinianami do cyrkułu brodzkiego).
Cyrkuł objął rozległe, równinne obszary w dorzeczu Seretu i Zbrucza, leżące na wysokościach 300-360 m n.p.m. Ewaryst Andrzej, hrabia Kuropatnicki w wydanej po raz pierwszy w 1786 r. „Geografii (...) Galicyi i Lodomeryi” podawał, iż obfituje ten cyrkuł w pasieki mnogie, miody, woski, najurodzajniejsze grunta, w stawy wielkie i rybne, saletry, kamień do muru i na wapno, konopie, lny; płócien lnianych tu nie umieją robić jednak dobrych; lasów tu skąpo.
Na mocy traktatu z Schönbrunn z 14 października 1809 Austria musiała odstąpić Imperium Rosyjskiemu zachodnie Podole. Tereny te władze austriackie wydały Rosji na początku 1810, które dekretem Aleksandra I Romanowa z 14 sierpnia 1810 zostały nazwane Krajem Tarnopolskim. Obszar ten objął:
- cały cyrkuł tarnopolski  (z miejscowościami takimi jak: Budzanów, Chorostków, Grzymałów, Husiatyn, Ihrowica, Janów, Kopyczyńce, Medyń, Mikulińce, Nowe Sioło, Podwołoczyska, Skałat, Strusów, Suchostaw, Tarnopol, Tarnoruda, Touste, Trembowla, Zarudzie, Zbaraż),
- wschodni fragment cyrkułu brzeżańskiego w dolinie Strypy (z miejscowościami takimi jak: Rosochowaciec, Rakowiec, Sosnów, Chatki, Sokołów, Sokolniki, Złotniki, Hajworonka, Wiśniowczyk, Sapowa, Kujdanów, Bobulińce czy Petlikowce),
- większą część cyrkułu zaleszczyckiego, bez obszarów na zachód od Strypy i na południe od Dniestru (z miejscowościami takimi jak: Białobożnica, Bilcze Złote, Borszczów, Czortków, Dźwinogród, Gródek, Jagielnica, Jazłowiec, Jezierzany, Kolędziany, Korolówka, Krzywcze, Kudryńce, Mielnica, Okopy, Probużna, Sidorów, Skała, Tłuste, Ułaszkowce, Uście Biskupie, Uścieczko, Zaleszczyki).

## Druga odsłona (1815–1850 i 1854–1865)
Zgodnie z postanowieniami kongresu wiedeńskiego z 6 czerwca 1815 terytorium Kraju Tarnopolskiego Rosja zwróciła Austrii. W związku z tym reaktywowano cyrkuł tarnopolski, który początkowo objął całe terytorium zniesionego Kraju Tarnopolskiego, a więc obszar znacznie większy niż przed 1810, obejmując także zasadnicze części dawngo cyrkułu zaleszczyckiego (te na wschód od Strypy i na północ od Dniestru) oraz wschodnie pasmo cyrkułu brzeżańskiego w dolinie Strypy. Z uwagi na jego nadmierne rozmiary, zaszła potrzeba utworzenia nowego cyrkułu w południowej części. Nie zdecydowano się jednak na odtworzenie cyrkułu zaleszczyckiego, a w jego miejsce 2 lutego 1816 roku utworzono cyrkuł czortkowski z siedzibą w bardziej centralnie położonym Czortkowie. Nowy cyrkuł czortkowski nie objął jednak dawnych zaleszczyckich terytoriów położonych na zachód od Strypy i na południe od Dniestru, które pozostały przy cyrkule stanisławowskim, względnie kołomyjskim. Objął jednak północną część obszarów, które przed 1810 należały do cyrkułu brzeżańskiego (z miejscowościami Rosochowaciec, Rakowiec, Sosnów, Chatki, Sokołów, Sokolniki, Złotniki, Hajworonka, Wiśniowczyk i Sapowa). Zmieniła się też południowa granica cyrkułu tarnopolskiego, ponieważ nowy powiat czortkowski objął większe terytorium niż cyrkuł zaleszczycki sprzed 1810 roku, włączając także rejony Budzanowa, Suchostawu, Chorostkowa, Kopyczyniec i Husiatyna, które w latach 1783–1809 należały do przedtraktatowego cyrkułu tarnopolskiego (choć w latach 1782–1783 należały do cyrkułu zaleszczyckiego).

### Zniesienie cyrkułów w 1850 roku
Po wydarzeniach rewolucyjnych w latach 1848–1849, które wstrząsnęły Cesarstwem Austriackim, w 1850 roku przeprowadzono istotną reformę administracyjną mającą na celu usprawnienie zarządzania na obszarze Galicji i Lodomerii. W jej ramach cyrkuł czerniowiecki, dotychczas będący częścią Galicji, został wyodrębniony jako osobny kraj koronny. Pozostałe 19 cyrkułów zostało zniesionych i zastąpionych przez trzy okręgi rządowe: Kraków, Lwów i Stanisławów, które podzielono na 63 powiaty (niem. Bezirkshauptmannschaften). Powiaty z kolei były tworzone na podstawie nowych okręgów sądowych, od dwóch do czterech na powiat. Oznaczało to zarazem zniesienie cyrkułu tarnopolskiego, którego obszar podzielono między trzy Bezirkshauptmannschaften w składzie okręgu rządowego Stanisławów:
- Skałat – z okręgów sądowych: Skałat, Grzymałów i Toki,
- Tarnopol – z okręgów sądowych: Tarnopol I, Tarnopol II i Zbaraż,
- Trembowla – z okręgów sądowych: Trembowla, Mikulińce, Złotniki i Chorostków[17].

### Reaktywacja cyrkułów (1854–1865)
Cyrkuł tarnopolski reaktywowano na mocy rozporządzenia z 24 kwietnia 1854, który przywrócił podział na cyrkuły w granicach sprzed reformy 1849, a które ugrupowano w dwa obszary administracyjne (niem. Verwaltungsgebiete) – Kraków i Lwów. Cyrkuł tarnopolski wszedł w skład obszaru lwowskiego.
Równocześnie, w ramach reformy uwłaszczeniowej z okresu Wiosny Ludów (1848–1849), która likwidowała jurysdykcję właściciela ziemskiego nad poddanymi, dominium galicjskie – jako podstawowa jednostka administracyjna i filar systemu feudalnego straciło rację bytu. Konieczne stało się zatem wprowadzenie nowego systemu administracyjnego, którego zręby powstały w latach 1851–1855. Utworzono wtedy 179 małych powiatów (niem. Bezirke) i ponad 6000 gmin (niem. Gemeinde). Cyrkuł tarnopolski podzielono na dziewięć małych Bezirków, podzielonych na 263 gminy:
| Bezirk    | Powierzchnia | Powierzchnia | Ludność | Ludność | Liczba gmin |
| Bezirk    | Mil²         | Km²          | Ogółem  | Os./km² | Liczba gmin |
| --------- | ------------ | ------------ | ------- | ------- | ----------- |
| Grzymałów | 7,4          | 425,89       | 25.948  | 60,92   | 32          |
| Ihrowice  | 6,3          | 362,57       | 20.027  | 55,27   | 35          |
| Medyń     | 5,9          | 339,54       | 28.568  | 84,15   | 29          |
| Mikulińce | 5,8          | 333,59       | 21.332  | 63,98   | 24          |
| Skałat    | 6,8          | 391,34       | 26.108  | 66,68   | 27          |
| Tarnopol  | 7,2          | 414,36       | 36.464  | 88,02   | 28          |
| Trembowla | 6,0          | 345,30       | 24.318  | 70,44   | 30          |
| Zbaraż    | 6,9          | 397,10       | 27.789  | 69,95   | 33          |
| Złotniki  | 7,1          | 408,61       | 21.445  | 52,47   | 25          |
| RAZEM     | 59,4         | 3.418,20     | 231.999 | 67,90   | 263         |
| ŚREDNIA   | 6,60         | 379,80       | 25.78   | 67,39   | 29.22       |

Cyrkuł tarnopolski przetrwał do 1865 roku. Po nadaniu Galicji autonomii oraz powołaniu samorządu gminnego i powiatowego w 1865 zlikwidowano cyrkuły (Kreise), a dotychczasowe małe powiaty (Bezirke) w liczbie 179, zostały w ramach kolejnej reformy administracyjnej (23 stycznia 1867) zastąpiono przez 74 większych powiatów.